# 熊野號重巡洋艦
熊野是大日本帝国海军的重巡洋舰。最上级重巡洋舰4号舰。设计建造时搭载155公釐主炮，所以归为二等巡洋舰（轻巡洋舰）。之后换装203公釐主炮后成为重巡洋舰。

## 概况
“熊野”是日本海军在昭和6年度（1931年）至11年度（1936年）间制订的①计划中提出的8500吨级，最上级轻巡洋舰之一，预订造价为2483万3950日元。
军舰“熊野”在1934年（昭和9年）4月5日，于川崎重工业神户造船所动工。1936年（昭和10年）10月15日，在伏见宫博恭王与永野修身海军大臣列席时下水。而熊野所使用的5座155公厘三联装炮塔由吴海军工厂制造，均由知床级给油舰“知床”号运输至神户。1937年（昭和12年）10月31日服役，同时向公众公布。1939年（昭和14年）将155公厘三联装主炮更换为203公厘联装主炮。1940年（昭和15年）10月11日，“熊野”与“铃谷”、“最上”、“利根”、“筑摩”一起参加纪念的海上阅兵。
巡洋舰“熊野”的名字来自流经奈良县、和歌山县、三重县的熊野川。在日本海军中，使用此名字的还有明治时代的水雷母舰“熊野丸”，以及大正3年从日本邮船购入的水雷母舰“熊野丸”。本舰的舰内神设为熊野坐神设（现为熊野本宫大社），由当时和歌山县国防协会依照熊野坐神设的主殿样子制作，并赠予海军。熊野神社在每月1日举行例行祭祀活动。

## 构造
“熊野”号属最上级，是日本帝国海军1929年签署的伦敦海军条约中规定重巡洋舰吨位用完的情况下设计的条约型巡洋舰。对于当时巡洋舰数量处于弱势的日本来说，只能建造更多的轻巡洋舰。因此在1930年便诞生了“C37”设计案，将兴建4艘8500吨级轻巡洋舰。同时具备与重巡洋舰抗衡的装甲能力；新设计155公厘口径（亦是条约中对轻巡洋舰的定义，口径不超过6.1英寸，约等于155公厘）的火炮，并设计可以方便地更换为火力更强大的203公厘舰炮，以便条约失效后升级。
在第四舰队事件发生后，最上级船体强度问题得以证实，故对正在建造中的“铃谷”号与“熊野”号作出修改，因此船体形状稍有不同。动力方面，从“最上”号与“三隈”号的重油专烧锅炉大型8座小型2座共10座减少为大型8座，故而过锅炉舱从9个减少为8个；同时，3号炮塔与舰桥中间没有大型进气口，1号烟囱也相应的变细。

## 服役历程

### 太平洋战争初期
1941年（昭和16年）12月太平洋战争爆发后，日本海军组成第七战队（由栗田健男少将指挥），设第一小队（熊野、铃谷）与第二小队（三隈、最上）。12月8日参与马来亚战役。1942年（昭和17年）3月1日参加巴达维亚海战。4月1日开始支援印度洋空袭，从事商船队破坏。第7战队分为北方部队（熊野、铃谷、白云）与南方部队（三隈、最上、天雾）在孟加拉湾海域活动，击沉多艘商船。
1944年10月她在雷伊泰灣海戰中遭到美軍約翰斯頓號驅逐艦發射的最後一枚魚雷擊中艦首，後經由鈴谷號巡洋艦陪同撤退。
1944年11月25日熊野號在呂宋島聖克魯斯進行維修時，遭到提康德羅加號航空母艦的艦載機攻擊，被五枚魚雷和四枚500磅（227）的炸彈擊中，她於15點15分沉入約31公尺深的水中。

## 歷代艦長

### 艤裝員長
1. 須賀彦次郎 大佐：1936年12月1日 -

### 艦長
1. 西村祥治 大佐：1937年10月31日 -
2. （兼）西村祥治 大佐：1938年11月15日 -
3. 西村祥治 大佐：1938年12月15日 -
4. 八代祐吉 大佐：1939年5月18日 -
5. 有馬馨 大佐：1939年11月15日 -
6. 小畑長左衛門 大佐：1940年10月15日 -
7. 田中菊松 大佐：1941年5月24日 -
8. 藤田俊造 大佐：1943年2月17日 -
9. 人見錚一郎 大佐：1944年3月29日 - 11月25日戦死

## 同型艦
- 最上
- 三隈
- 鈴谷

## 關聯項目
- 大日本帝國海軍艦艇一覽